# Glock
Glock là tên của một loại súng ngắn bán tự động được sản xuất bởi công ty Glock GmbH nằm ở Deutsch-Wagram, Áo. Được ưa chuộng vì súng bắn nhanh, nhẹ, có sức băng đạn lớn và đa dạng về chủng loại. Mãuddaaufd tiên , the 9×19 mm Glock 17, được biên chế vào Quân đội Áo và cảnh sát từ năm 1982 sau khi thể hiện rất tốt trong mà thử nghiệm về độ tin cậy. Súng ngắn Glock từ đó đã nhận được sự quan tâm toàn cầu, được biên chế và sử dụng bởi rất nhiều lực lượng chấp pháp và quân đội trong 48 nước trên thế giới. Ngoài ra nó cũng được sử dụng rộng rãi trong lĩnh vực dân sự với mục đích tự vệ, bắn súng thể thao và vũ khí phòng thân. Tính đến năm 2020, đã có hơn 20 triệu được sản xuất, khiến Glock trở thành dây chuyền sản xuất với lợi nhuận khổng lồ. Thiết kế đặc trưng với khung thân bằng polyme, điều khiển đơn giản với hệ thống an toàn và thiết kế tối giản đã khiến nó trở thành tiêu chuẩn mới trong ngành sản xuất súng ngắn.
Mặc dù ban đầu có sự phản đối từ thị trường đối với khẩu súng nhựa này do lo ngại về độ bền cũng như độ tin cậy của súng nhưng súng ngắn Glock đã trở thành dòng sản phẩm mang lại lợi nhuận cao nhất cho công ty, chiếm tới 65% thị phần súng ngắn cho các cơ quan chấp pháp ở Hoa Kỳ mà điển hình là FBI, cũng như cung cấp nhiều cho các quốc gia, lực lượng vũ trang và các cơ quan an ninh trên toàn thế giới. Glock là loại súng xuất hiện rất nhiều trong các bộ phim, game...(thường là Glock 17, Glock 18).

## Các biến thể
Các khẩu Glock đã được sửa đổi nhiều lần trong suốt lịch sử sản xuất, nên Glock có rất nhiều biến thể. Tính đến nay, Glock có tất cả là 23 phiên bản được phân ra theo kiểu đạn:

### Các biến thể sử dụng đạn 9x19mm Parabellum
- Glock 17là phiên bản đầu tiên dùng đạn 9x19mm Parabellum, với băng đạn tiêu chuẩn là 17 viên đạn. Một số phiên bản sửa đổi của Glock 17 cũng đã được giới thiệu với nhiều cải tiến mới hơn.
  - Glock 17L được giới thiệu vào năm 1988 với một khe trượt dài hơn và mở rộng nòng súng.Ban đầu, Glock 17L có ba lỗ ở đầu nòng súng và một rãnh cắm tương ứng ở khe trượt, tuy nhiên, sản xuất súng ngắn sau này bị thiếu lỗ hổng ở nòng súng.Hiệu quả của Glock 17L bị ngưng lại và được thay thế bằng Glock 34.
  - Glock 17C được giới thiệu vào năm 1996 và có phần nòng và thanh trượt được cắt lỗ để giảm giật. Nhiều phiên bản Glock khác bây giờ cũng đi kèm với tùy chỉnh này, tất cả đều có thêm một hậu tố "C"(compensated-bù giật) trên thanh trượt của súng.
  - Glock 17MB  là một phiên bản với chốt thả đạn dành cho những người thuận cả hai tay. Các phiên bản mang hậu tố MB đều đã dừng sản xuất từ thế hệ thứ tư do chốt thả đạn đã có thể chuyển đổi từ trái sang phải và ngược lại.
  - Glock 17M: Phiên bản giới thiệu vào năm 2016, phiển bản 17M được tạo ra để đáp ứng nhu cầu của FBI về một mẫu súng ngắn 9mm mới. Mẫu súng có một số khác biệt với những khẩu Glock Gen 4 khác với việc loại bỏ chỗ tỳ ngón tay, khóa thanh trượt thuận hai tay, khe tiếp đạn mở rộng với đế hộp đạn mới và Introduced in 2016, the 17M was created in response to an FBI solicitation for a new full-size 9mm pistol. Differences from the Generation 4 model include removal of the finger grooves, ambidextrous slide lock, rounded slide nose profile, flared magazine well with new magazine baseplates, cùng lớp xử lý bề mặt chống mài mòn trên các chi tiết kim loại. Glock 17M cũng loại bỏ kiểu rãnh xoắn đa giác của các phiên bản trước, thay bằng rãnh xoắn truyền thống.[9] Tính đến năm 2017, FBI, Cảnh sát tuần tra Cao tốc bang Nam Carolina và Sở cảnh sát Ontario[10] đã đưa các phiên bản này vào biên chế.
  - Glock P80: Ra mắt năm 2020, mẫu P80 được hãng phân phối súng của Hoa Kỳ Lipsey's đặt hàng chế tạo như một phiên bản Glock kỷ niệm giới hạn – Pistole 80. P80 là sự tái hiện của khẩu Glock 17 Gen 1 nguyên bản, sử dụng cỡ đạn 9×19mm, với khung  kiểu Gen 1, kết hợp cụm cơ cấu bên trong của Gen 2/Gen 3.
- Glock 18 là biến thể tùy chọn chế độ bắn của Glock 17, được phát triển theo yêu cầu của đơn vị chống khủng bố Áo EKO Cobra, đồng thời nhằm mục đích thử nghiệm các bộ phận của Glock dưới điều kiện chịu tải cao.[11] Được sản xuất lần đầu năm 1986, loại súng ngắn thuộc phân loại súng ngắn tự động này trang bị cần chọn chế độ bắn dạng đòn bẩy đặt trên phần rãnh bám ở phía sau bên trái của khóa trượt. Khi cần gạt ở vị trí dưới, súng bắn hoàn toàn tự động với tốc độ bắn từ 1.100–1.400 viên/phút; khi ở vị trí trên, súng bắn ở chế độ bán tự động. Glock 18 thường sử dụng hộp tiếp đạn mở rộng dung lượng 33 viên, có thể gắn kèm báng súng tháo rời, đồng thời tương thích với các loại băng đạn của Glock 17 dung lượng 10, 17, 19 hoặc 24 viên. Khác với các mẫu Glock khác, Glock 18 chỉ được cung cấp cho quân đội, lực lượng thực thi pháp luật và cơ quan chính phủ.[12] Các mẫu Glock 18 đời đầu được khoan lỗ thoát khí (ported) để giảm độ hất nòng khi bắn tự động. Một thiết kế ban đầu từng áp dụng nòng dài có lỗ thoát khí, nhưng nhanh chóng bị loại bỏ do không vừa bao súng. Một biến thể bù giật khác được sản xuất, gọi là Glock 18C, có lỗ thoát khí ở phần trước của thanh trượt. Các khe cắt này để lộ bốn khe bù giật (compensator cuts) trên nòng – được gia công mở rộng dần từ phía sau – nhằm thoát khí thuốc súng lên trên, giúp kiểm soát tốt hơn khi bắn ở chế độ tự động.
  - Glock 18C: Các khe bù giật  bắt đầu từ khoảng giữa chiều dài nòng súng. Hai khe phía sau hẹp hơn so với hai khe phía trước. Thanh trượt được khoét rỗng theo dạng hình chữ nhật, nằm giữa phía sau cửa hất vỏ  và thước ngắm sau. Tốc độ bắn ở chế độ hoàn toàn tự động đạt khoảng 1.100–1.200 viên/phút. Hầu hết các thông số khác của khẩu này tương đồng với mẫu Glock 17, mặc dù thanh trượt, khung súng và một số bộ phận của mẫu Glock 18 không thể dược sử dụng bởi các mẫu khác.[13][14]

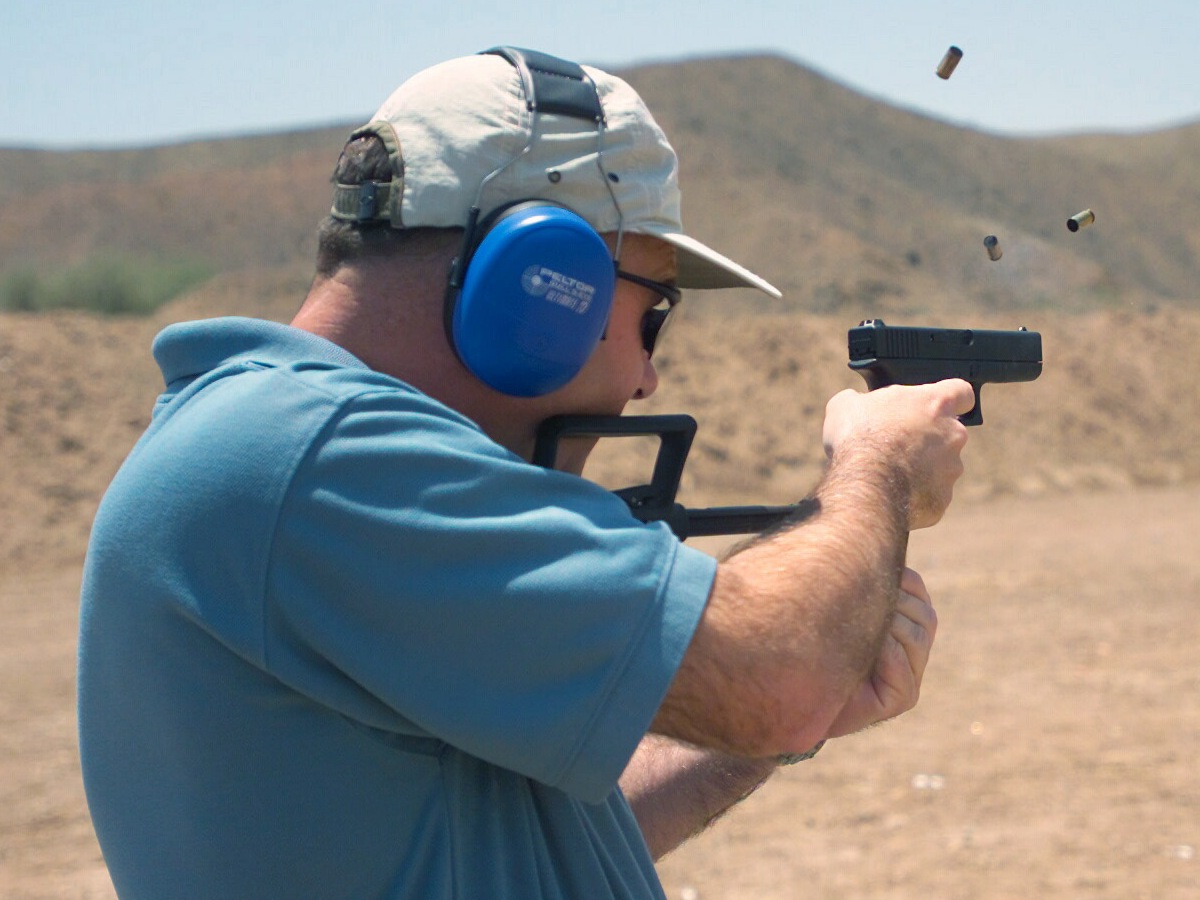
Khẩu Glock 18, dùng loại đạn 9×19mm Parabellum, với báng súng có thể tháo rời và được bắn trong chế độ tự động hoàn toàn.

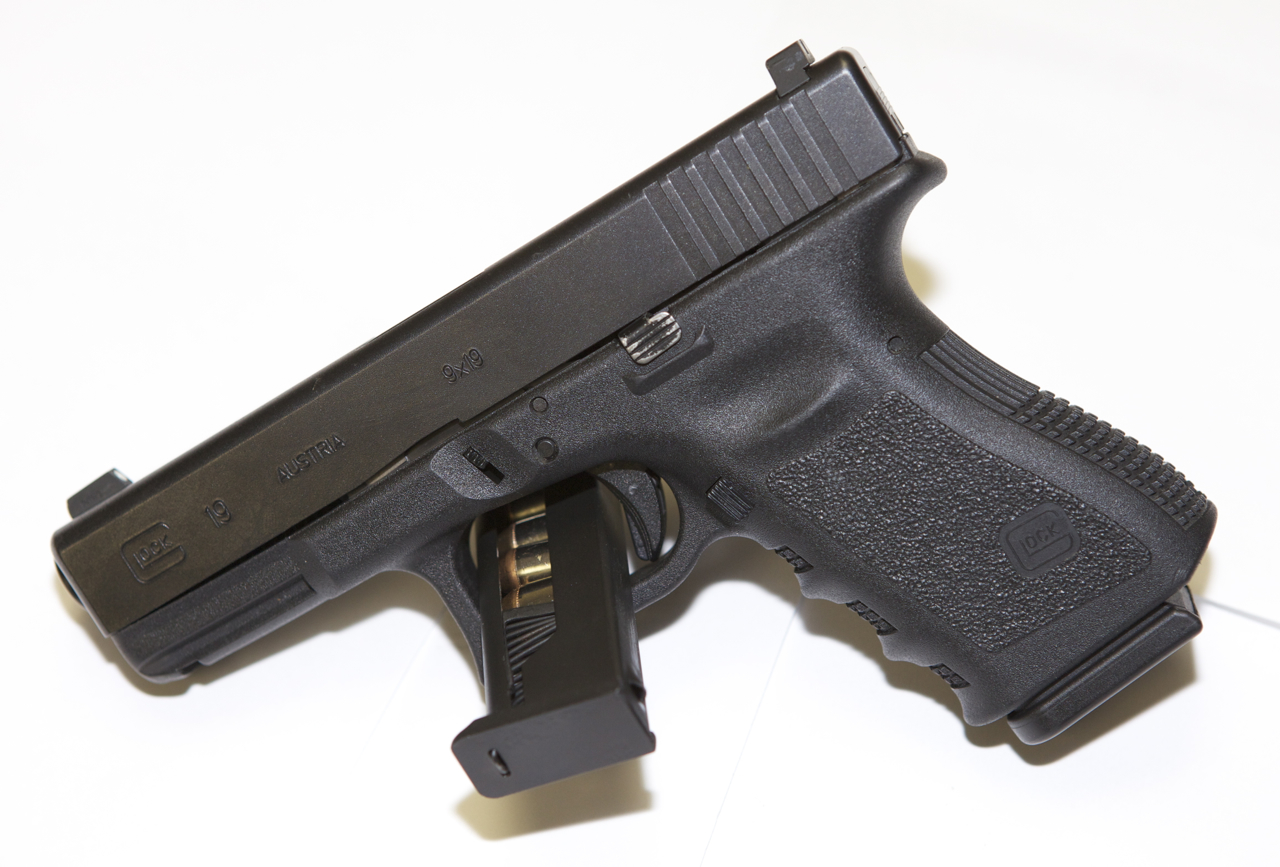
Glock 19 Gen 3

- Glock 19 thực chất là phiên bản thu gọn của Glock 17, được nhà sản xuất gọi là mẫu “Compact”. Mẫu này được sản xuất lần đầu năm 1988, chủ yếu phục vụ quân đội và lực lượng thực thi pháp luật. Nòng súng và tay cầm của Glock 19 ngắn hơn khoảng 12 mm (0,5 in) so với Glock 17, sử dụng băng đạn tiêu chuẩn chứa 15 viên. Ngoài ra, còn có phiên bản băng đạn 10 viên dành cho các thị trường hạn chế sức chứa băng đạn súng ngắn. Đế băng đạn dạng “+2” có thể tăng dung lượng băng tiêu chuẩn lên 17 viên. Súng tương thích với mọi loại hộp tiếp đạn thiết kế cho Glock 17 và Glock 18, cung cấp các tùy chọn dung lượng từ nhà sản xuất gồm 17, 19, 24 và 33 viên; khi thay đổi đế băng đạn, có thể đạt dung lượng 26 hoặc 31 viên. Để duy trì độ tin cậy của cơ cấu giật ngắn, khối lượng thanh trượt vẫn giữ nguyên như trên Glock 17. Ngoại trừ thanh trượt, khung súng, nòng, khối khóa (locking block), lò xo giật, thanh dẫn hướng (guide rod) và lò xo chốt khóa trượt (slide lock spring), toàn bộ các chi tiết còn lại đều có thể hoán đổi giữa Glock 17 và Glock 19. Phiên bản Glock 19 Gen 4 MOS (Modular Optic System) cũng đã được lực lượng Đặc nhiệm (Special Operations Forces) sử dụng dưới tên định danh MK27 MOD 2.[15]Là một trong những mẫu Glock lâu đời nhất, súng có các tùy chọn như nòng ren (threaded barrel) và thanh trượt cắt sẵn cho hệ thống MOS (MOS slide cuts). Một số biến thể được đặt tên kèm hậu tố để chỉ tính năng đặc biệt, và ngoại trừ mẫu G19X, tất cả đều có thể sử dụng bất kỳ loại băng đạn nào của Glock 19.
  - Glock 19X: Glock 19X là phiên bản dân sự của mẫu súng Glock dùng để tham gia chương trình XM17 Modular Handgun System (MHS) nhằm chọn mẫu súng ngắn tiêu chuẩn cho Quân đội Hoa Kỳ. Mẫu này kết hợp thanh trượt của Glock 19 với khung súng kiểu Glock 17, sử dụng màu coyote thay vì màu đen tiêu chuẩn của Glock. Khung súng có gờ trước ở băng đạn, giúp việc thay băng khi đeo găng tay dễ dàng hơn. Tuy nhiên, chi tiết này khiến các băng đạn của thế hệ Gen 5 sức chứa 17 viên không thể sử dụng trên Glock 19X, do gờ trước cản phần đế băng đạn mở rộng không thể khóa vào cửa nạp băng đạn. Có thể khắc phục bằng cách thay sang đế băng kiểu Gen 4[16] "G19X có thể sử dụng bất kỳ băng đạn Glock 17 phiên bản Gen 4 trở về trước do nhà sản xuất cung cấp. Chỉ riêng các băng đạn Gen 5 dung lượng 17 và 19 viên là không thể sử dụng. Mẫu 19X được trang bị tiêu chuẩn thước ngắm ban đêm (night sights) và đi kèm một băng đạn 17 viên cùng hai băng đạn 19 viên, tất cả đều có màu coyote. Glock 19X đã chứng minh là một trong những mẫu súng bán chạy nhất của Glock, với hơn 100.000 khẩu được bán ra chỉ trong vòng 6 tháng kể từ khi ra mắt.[17]
  - Glock 19M: Ra mắt năm 2016, Glock 19M được phát triển nhằm đáp ứng yêu cầu của Cục Điều tra Liên bang Hoa Kỳ (FBI) về một mẫu súng ngắn 9mm cỡ compact mới. So với phiên bản Gen 4, các điểm khác biệt gồm: loại bỏ rãnh tì ngón tay trên tay cầm, bổ sung khóa trượt hai bên , bo tròn đầu thanh trượt, cửa nạp băng đạn dạng loe kèm đế băng đạn thiết kế mới, và lớp hoàn thiện bề mặt kim loại bền hơn. Glock 19M cũng từ bỏ kiểu rãnh xoắn đa giác  của các phiên bản trước, thay bằng rãnh xoắn truyền thống . Thủy quân Lục chiến Hoa Kỳ đã trang bị Glock 19M – với định danh M007 – cho lực lượng điều tra tội phạm và nhân viên phục vụ Marine One.[18]
- Glock 26: là biến thể súng ngắn subcompact cỡ 9×19mm, được thiết kế cho nhu cầu mang giấu kín, ra mắt năm 1995, chủ yếu hướng tới thị trường dân sự. Mẫu này cũng được Quân đội Hoa Kỳ đưa vào biên chế, định danh là MK 26.[19][20][21] So với Glock 19, Glock 26 có khung súng nhỏ hơn, tay cầm chỉ đủ chỗ cho hai ngón tay, nòng và thanh trượt ngắn hơn, cùng băng đạn hai hàng với sức chứa tiêu chuẩn 10 viên. Phiên bản băng đạn gắn đế mở rộng +2 nâng dung lượng lên 12 viên. Ngoài ra, Glock 26 có thể sử dụng băng đạn của Glock 17, Glock 18 và Glock 19, và có thể thay đế băng để đạt các mức dung lượng 15, 17, 19, 24, 26, 31 và 33 viên. Không chỉ đơn thuần là “phiên bản rút gọn” của Glock 19, việc thiết kế Glock 26 đòi hỏi cải tiến toàn diện khung súng, khối khóa và cụm lò xo, trong đó trang bị lò xo giật kép . Phiên bản MOS (Modular Optic System) cũng đã được cung cấp, tuy nhiên hiện tại chưa trang bị ray phụ kiện Glock tiêu chuẩn.
- Glock 34  là một phiên bản cạnh tranh của Glock 17. Nó tương tự như người tiền nhiệm của nó, bây giờ nó đang làm gián đoạn Glock 17L, với một khe trượt và nòng hơi ngắn hơn. Nó được phát triển và sản xuất trong năm 1998, và được so sánh với các tính năng của Glock 17, một nòng súng và khe trượt dài hơn 21 mm (0,8 in). Nó cũng có phát hành băng đạn mở rộng, được mở rộng khe trượt chặn đòn bẩy, 20 N (4,5 lbf) khi kéo cò, và một ống ngắm được điều chỉnh ở phía sau. Đầu của khe trượt được nghiền ra, tạo một lỗ được thiết kế để giảm trọng lượng họng súng ở phía trước-sau nhằm làm súng cân bằng tốt hơn.
- MK 27 Biến Thể Glock 19 Được Thủy Quân Lục Chiến Hoa Kỳ Sử Dụng Để Thay Thế M9 Beretta
- Có băng đạn bổ sung giúp tăng lượng đạn

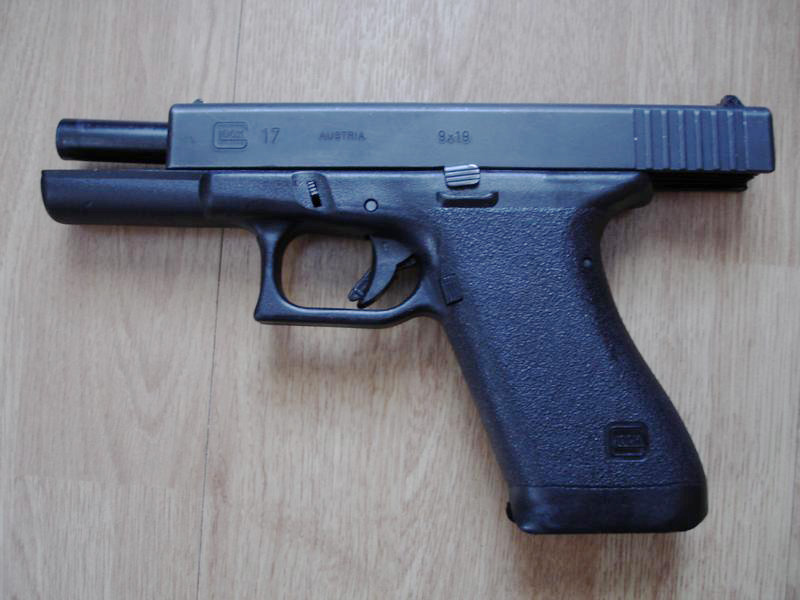
Glock 17, thế hệ thứ nhất
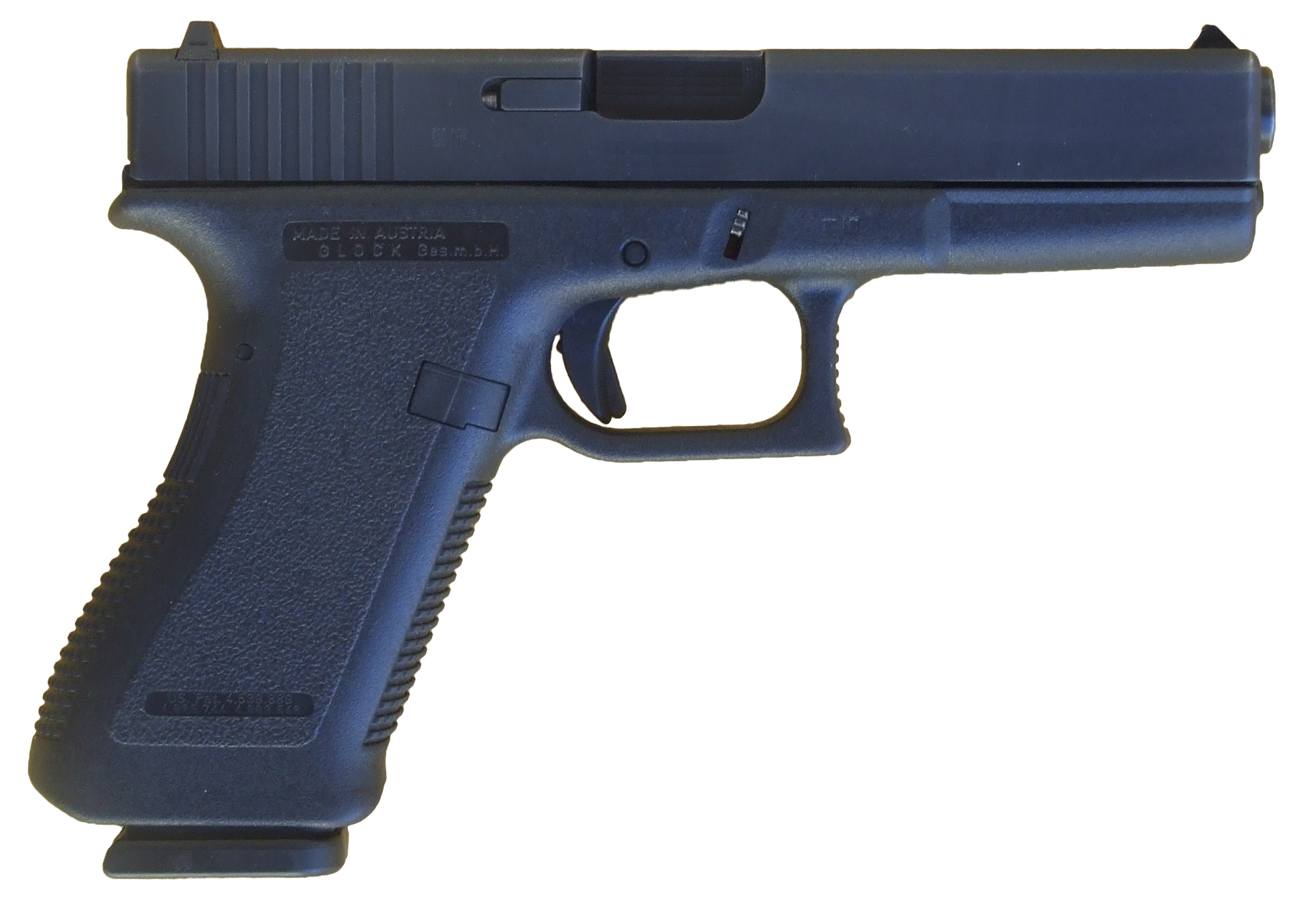
Glock 17L, thế hệ thứ hai
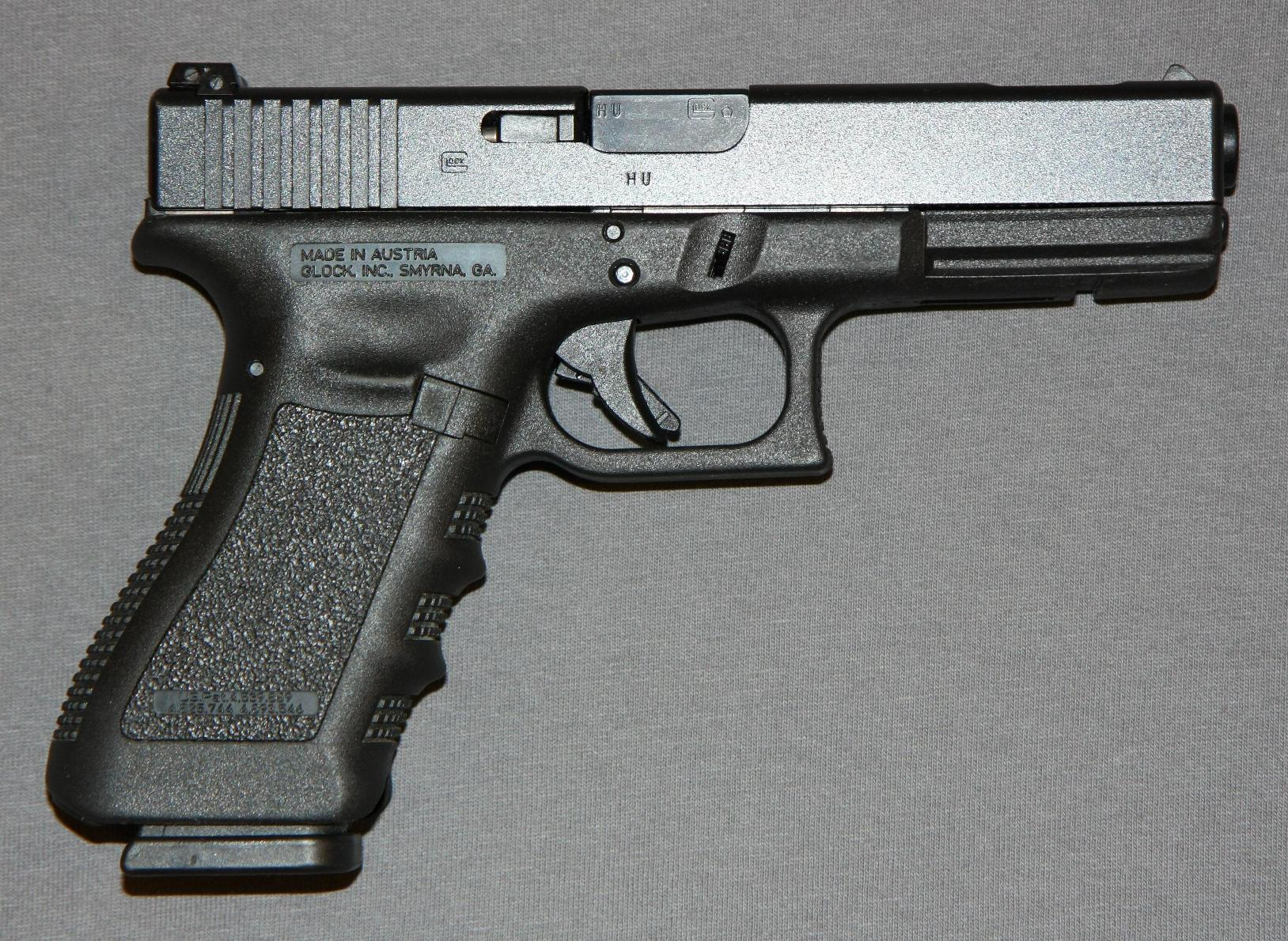
Glock 17C, thế hệ thứ ba
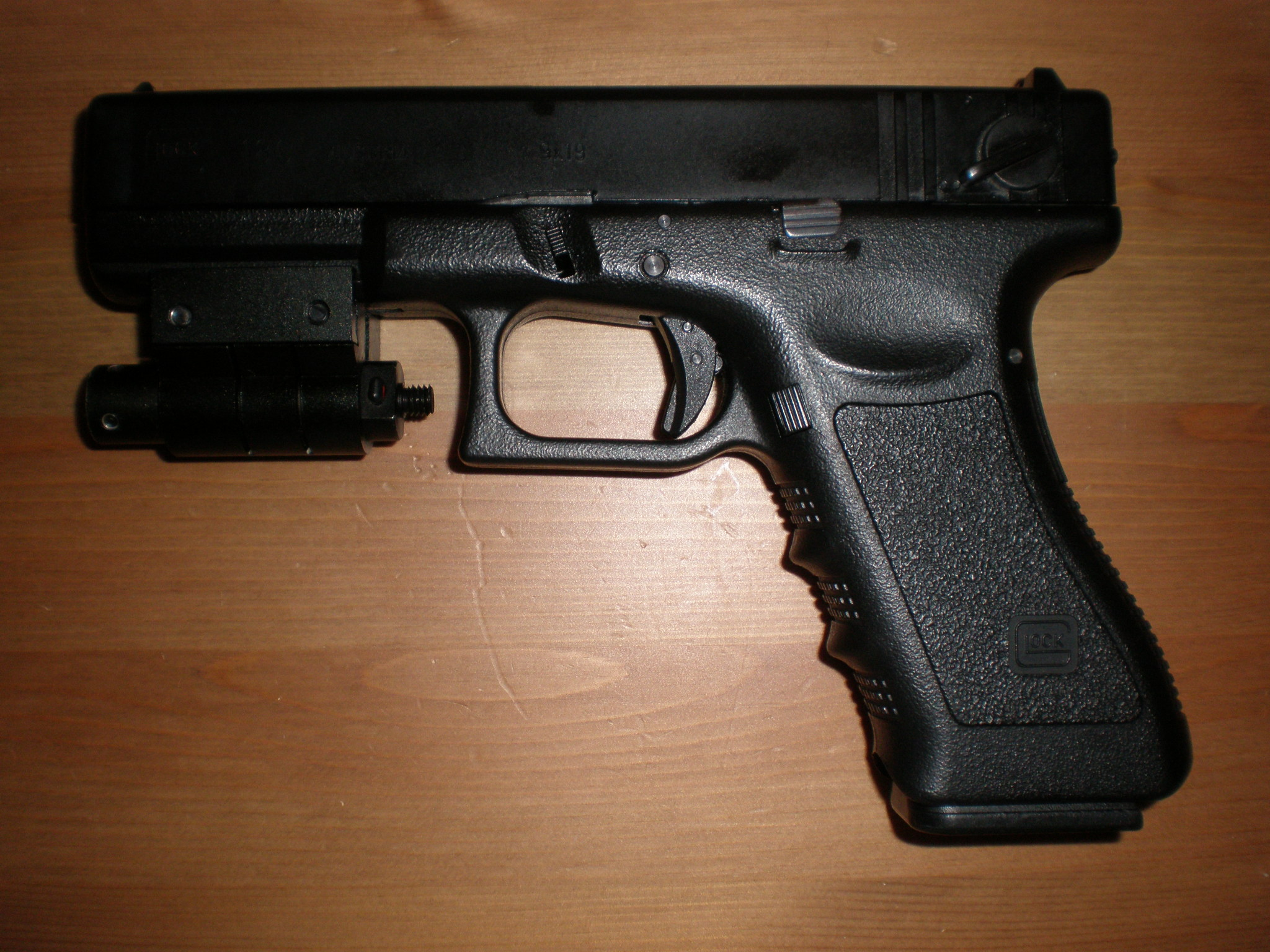
Glock 18 với ống ngắm laser
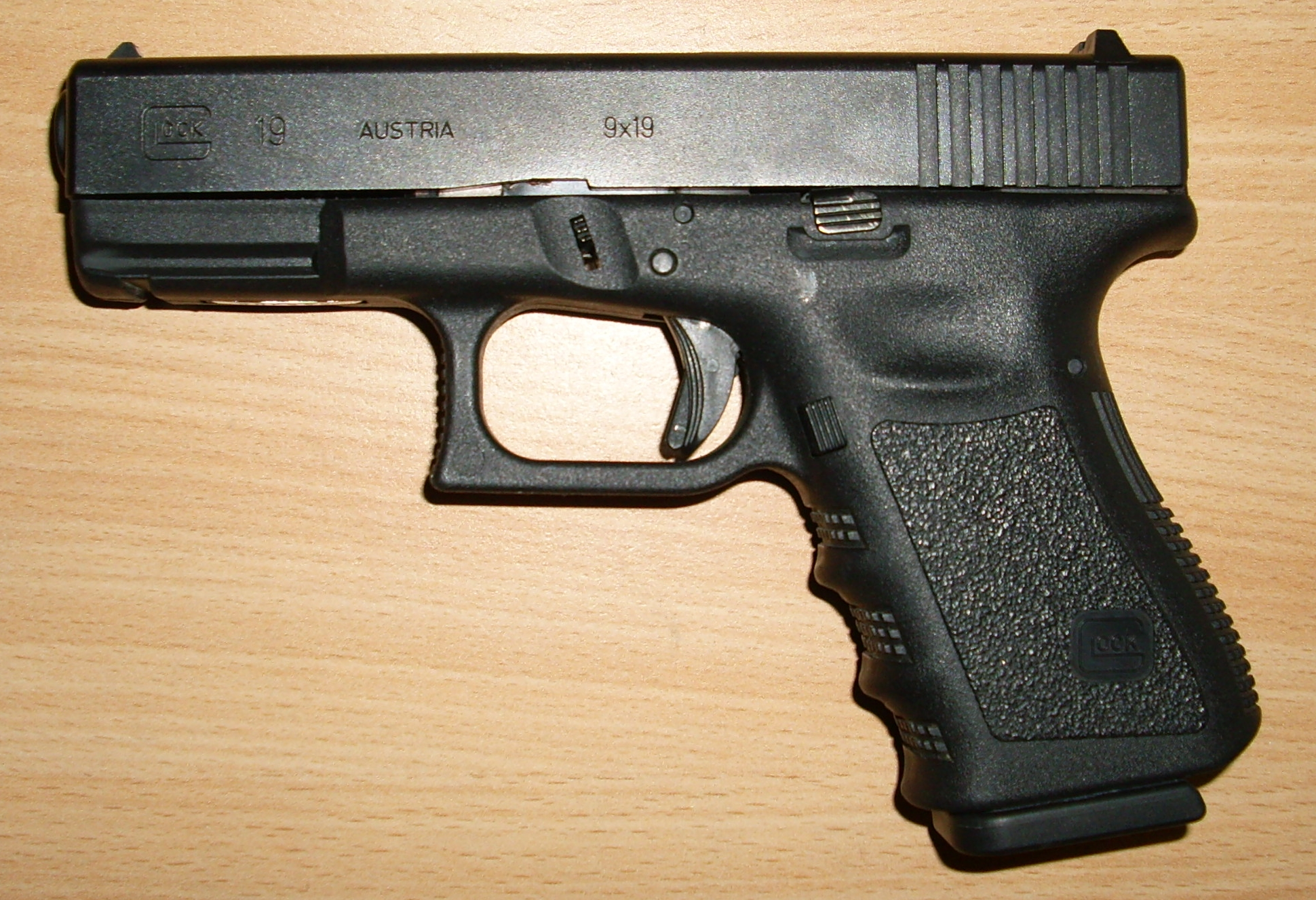
Glock 19
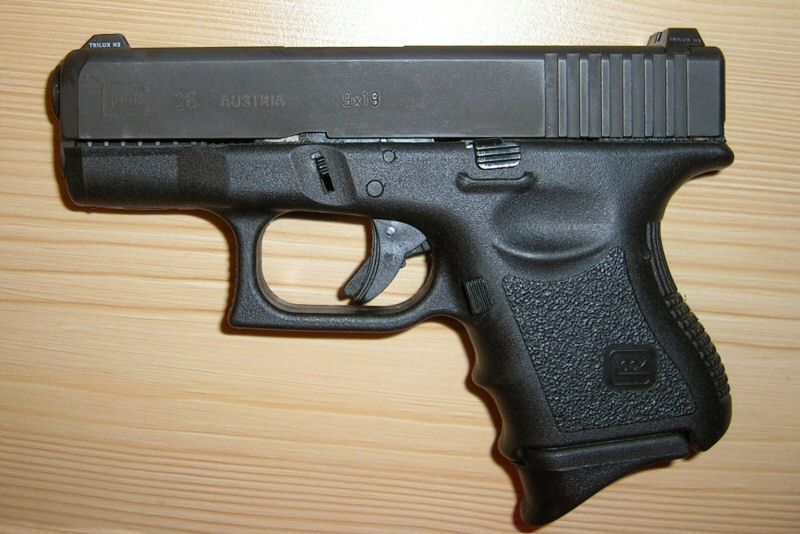
Glock 26
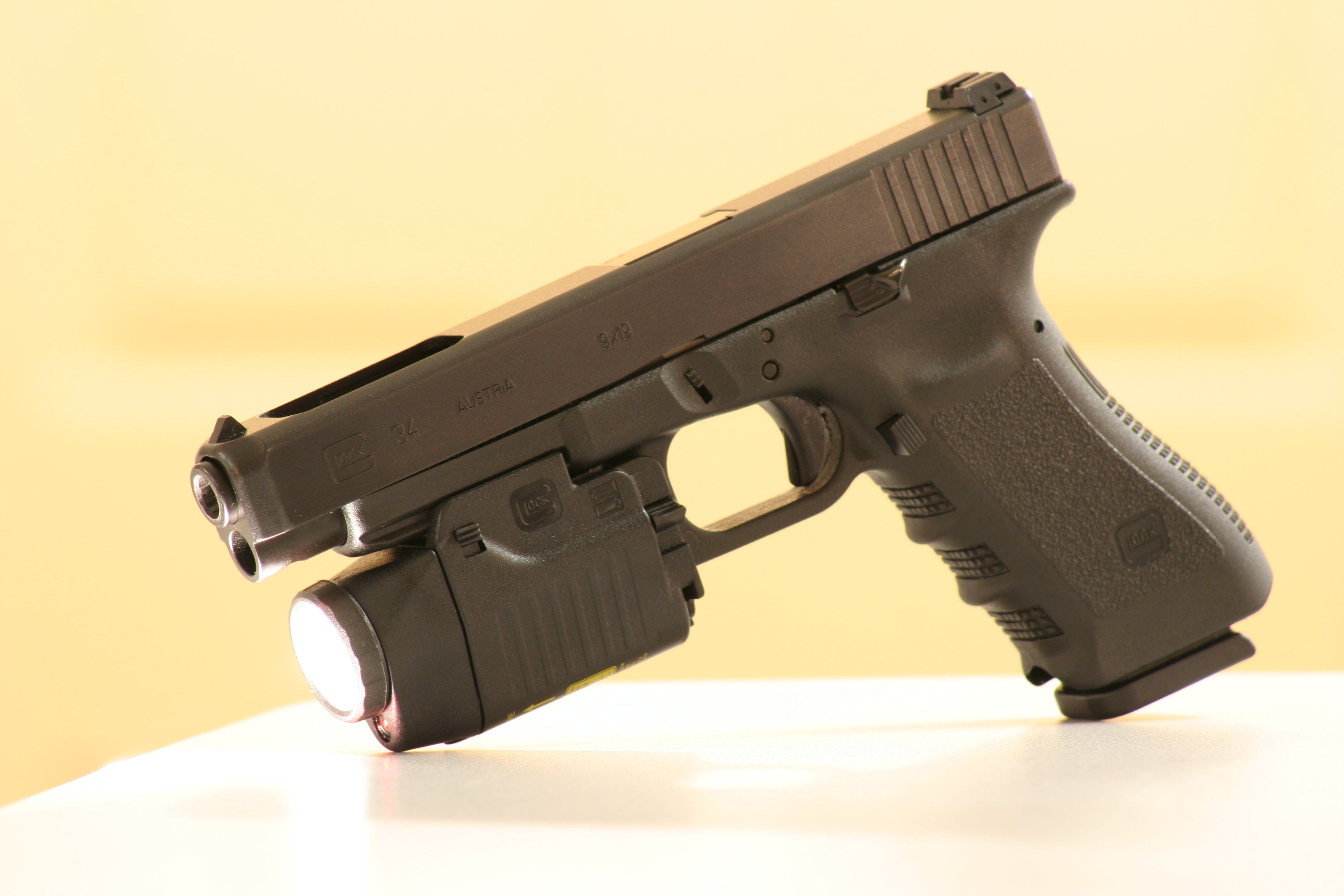
Glock 34 với một bộ phận chiếu đèn và laser GTL 22